# Cà phê sữa đá

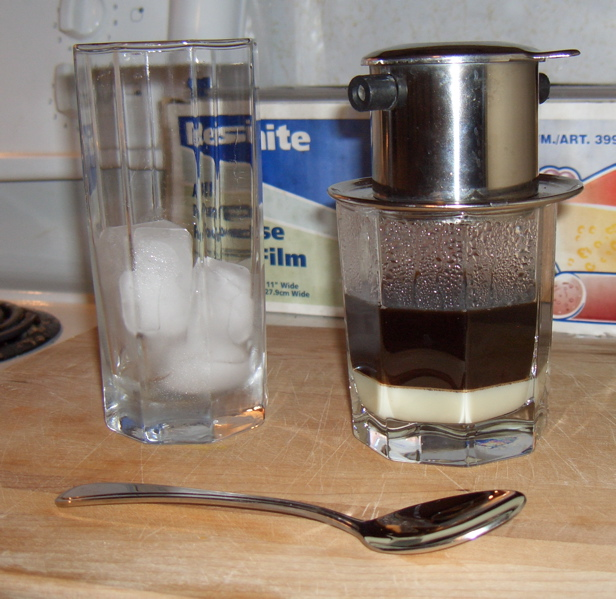
Elaboración del cà phê sữa đá: café hecho con un cà phê phin sobre leche condensada, antes remover y verter sobre hielo.

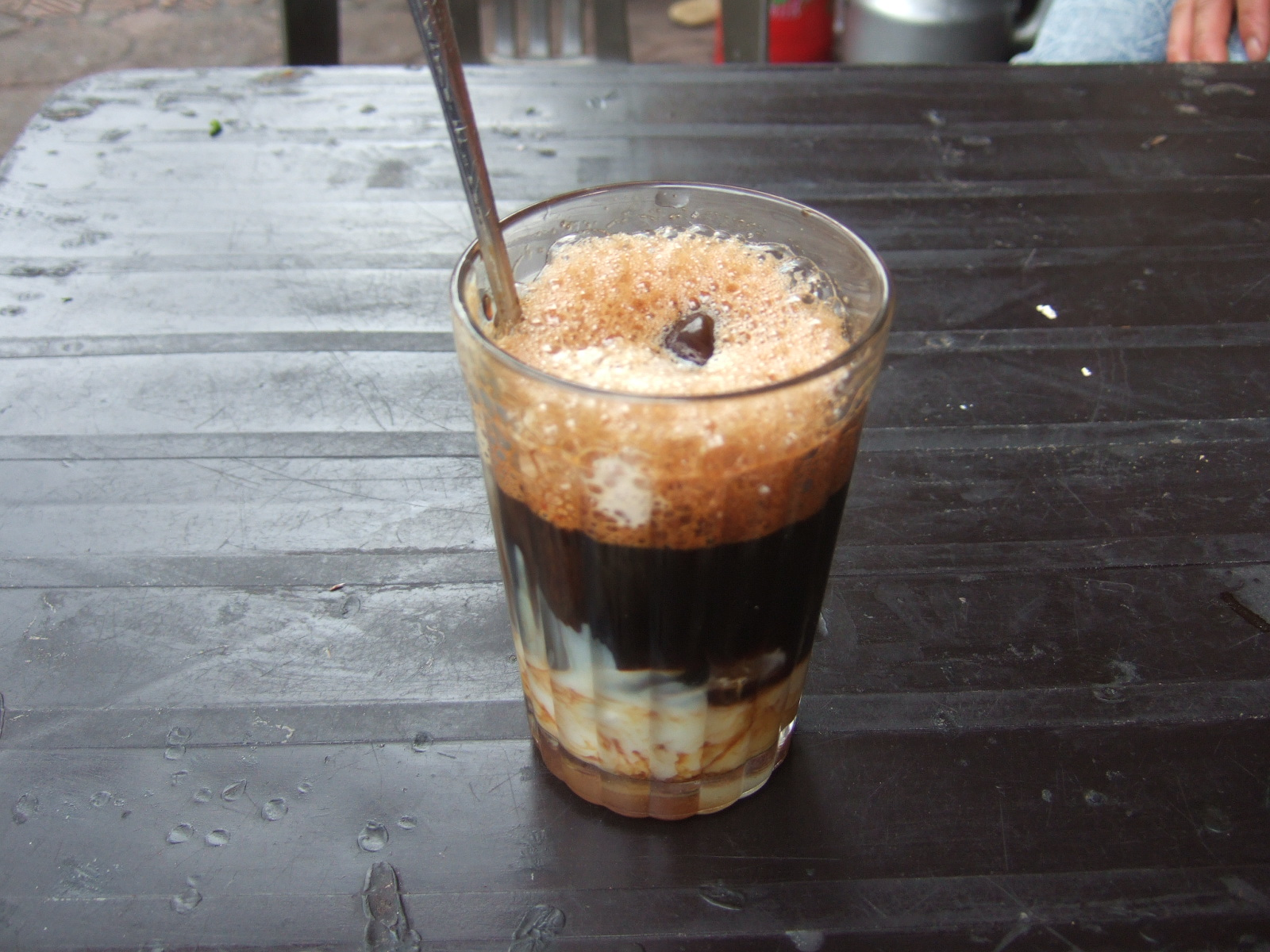
Cà phê sữa nóng.

El cà phê sữa đá (literalmente ‘café con leche y hielo’) es una receta de café única de Vietnam.

## Historia
El café fue introducido a Vietnam por los colonos franceses a finales del siglo XIX. Vietnam se convirtió rápidamente en un importante exportador de café. La bebida fue adoptada con variantes regionales. Debido a las limitaciones en la disponibilidad de leche fresca, los franceses y vietnamitas empezaron a usar leche condensada endulzada con café tostado.

## Características
En el norte del país se llama también cà phê nâu đá (‘café marrón con hielo’). Puede prepararse simplemente mezclando café solo con aproximadamente de un cuarto a la mitad de leche condensada endulzada, y vertiendo entonces la mezcla sobre hielo.
Muchos inmigrantes vietnamitas del sur de los Estados Unidos, especialmente de Luisiana, usan el café tostado francés local, hecho a menudo con achicoria, o bien emplean café importado de Vietnam, sin ésta. Tradicionalmente el café se muele grueso, y se prepara en dosis individuales con un pequeño filtro metálico de goteo vietnamita (cà phê phin) en una taza conteniendo la leche condensada. Entonces se remueve y se vierte sobre hielo. En época reciente alguna gente añade nata montada encima.
El cà phê sữa nóng (literalmente ‘café caliente con leche’), también llamado café filtre, se hace sin hielo. El café vietnamita preparado sin leche condensada y servido caliente se llama cà phê đen nong (literalmente ‘café negro caliente’).